# Kazukiyo Takashima
Pour l’article homonyme, voir Takashima (homonymie).
Kazukiyo Takashima (高島 一岐代, Takashima Kazukiyo) est un joueur de shogi japonais né le 18 mai 1916 à Yao (Osaka) dans la préfecture d'Osaka et mort le 29 juillet 1986.
Il fut deux fois finaliste d'un tournoi pour un titre majeur : le Meijin (en 1955) et l'Osho (en 1958).

## Biographie et carrière
Avant la Seconde Guerre mondiale, Kazukiyo Takashima passa l'examen pour devenir joueur professionnel et fut promu au grade de 4e dan en 1936.
Il remporta le tournoi des huitième dan (All-Hachidan) en 1953.
Il perdit les finales pour :
- le titre de Meijin en 1955 contre Yasuharu Oyama ;
- le titre d'Oza (shogi) (« match de championnat ») en 1956, contre Seiichi Kobori  ;
- le titre d'Osho en 1958 contre le Yasuharu Oyama.

Il participa au tournoi de sélection de classe A pour le titre de Meijin pendant neuf années de 1949-1950 à 1961-1962. Il prit sa retraite de joueur professionnel actif en 1962 et travailla ensuite comme entraîneur.
Kazukiyo Takashima a été classé 8e dan à partir de 1949 (accession à la classe A du titre de Meijin) et 9e dan en 1979. Il est mort en 1986.